# Fillér

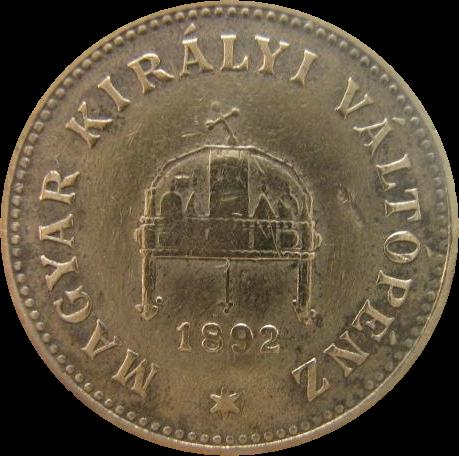
jednofillérová mince z roku 1892

Fillér je nižší měnová jednotka v Maďarsku, představující jednu setinu maďarského forintu. Vzhledem k zanedbatelné hodnotě již nejsou od roku 1999 platné žádné fillérové mince, tudíž filléry existují pouze v bezhotovostní podobě.
Název fillér byl v Maďarsku zaveden v roce 1892, kdy označoval haléř, tedy setinu rakousko-uherské koruny (po rozpadu Rakouska-Uherska pak maďarské koruny). Po roce 1927 označoval setinu maďarského pengő. Od nahrazení pengő forinty roku 1946 se jedná o dílčí jednotku forintu.